# Faium (província)
Faium (em árabe: محافظة الفيوم‎; romaniz.: Muḥāfāzah Al Fayyūm) é uma província (moafaza) do Egito sediada em Faium. Possui 6 068 quilômetros quadrados e segundo censo de 2018, havia 3 705 139 habitantes.